# Henry Hering
Henry Hering (Marylebone, 1814 – Reigate, 23 aprile 1893) è stato un fotografo britannico.
Anche se la sua attività fotografica fu rivolta alla società nobiliare e altoborghese attraverso i cosiddetti carte de visite, è considerato un pioniere della fotografia medica ed in particolare della ritrattistica del Bethlem Royal Hospital, noto comunemente come "Bedlam" ossia manicomio.

## Biografia
Fin da piccolo ha lavorato nel negozio di famiglia: libreria, editoria e legatoria. Quando il padre fu troppo anziano per occuparsene, Henry prese il suo posto.
Si sposò con Hannah Hussey (1815-1831) e, alla sua morte, con Eliza (1813-1879). Ebbe tre figli di cui due maschi e una femmina.
Cinque anni dopo la morte della seconda moglie decise di sposare la sua governante di 22 anni, Louisa, la quale ereditò ogni lascito e che spese tutto prima di morire nel 1909.
Dopo aver gestito l'attività familiare, nel 1843 decise di entrare in società con un altro socio per ingrandire l'attività editoriale, Henry Remington.
Hering sciolse, infine, la società nel 1856 allorché decise di decarsi interamente alla fotografia.
All'inizio degli anni Sessanta divenne forse uno degli agenti fotografici più riconosciuti e stimati di Londra in quanto rappresentava i Fratelli Alinari, Felice Beato, Louis-Auguste Bisson ed altri. La popolarità di cui godette in quegli anni come fotografo dell'aristocrazia, degli artisti, dei cantanti e degli attori, i quali chiedevano le carte de visite, poi sostituite con le "cartoline", di formato più grande, lo resero un uomo ricco tanto che nel 1873 poté ritirarsi a Redhill nel Surrey, chiudendo il suo studio fotografico.

## Fotografo al Bethlem Royal Hospital
Nel corso del XIX secolo, lentamente, si stava facendo strada, soprattutto nelle menti più illuminate, che i "pazzi" fossero malati da curare e non da incatenare o da torturare come normalmente era avvenuto nei secoli precedenti. Del resto, la "pazzia" era un termine piuttosto vago per cui vi rientravano casi che in seguito è stato scoperto dovuti ad altre cause, come ad esempio la depressione post-partum.
Uno dei primi medici che  trattò la pazzia come una malattia fu John Conolly con il suo trattato "The Treatment of the Insane without Mechanical Restraints".
Perduravano però ancora teorie secondo cui certi segnali dovessero essere visibili anche esteriormente, soprattutto nella fisionomia del volto, dei degenti. Avvalendosi degli studi di altri ricercatori, il dr. Hugh Welch Diamond (1809–1886), medico e fotografo, fondatore peraltro della Royal Photographic Society, chiamò e lavorò a fianco di Hering nel fotografare un certo numero di pazienti ricoverati tra il 1856 e il 1862: alcuni sia al loro arrivo in ospedale che alla partenza, altri considerati gravi, altri ancora considerati "irrecuperabili".
La differenza con le immagini da studio che Hering eseguiva per le persone dell'alta società e con gli attori era che questi soggetti vestivano abiti "manicomiali" e si rivolgevano verso la macchina fotografica in maniera diversa.

## Controversie
Le attribuzioni delle immagini di Hering hanno costituito un rompicapo. Queste immagini sono state utilizzate sia per incisioni che per pubblicazioni dei testi di John Connolly apparse sulla rivista "Medical Times & Gazette" nel 1858 e 1859.
Inoltre, anche lo stesso medico che lavorò a stretto contatto con Hering, Hugh Welch Diamond, era un fotografo e fino a non molto tempo fa queste immagini furono attribuite a lui. Peraltro lo stesso medico effettuò un certo numero di immagini di degenti sicuramente a lui attribuite.
Nel tempo nessuno si è preoccupato di fornire indicazioni sulla paternità delle immagini se non verso la fine del XX secolo.

## Galleria d'immagini (selezione)

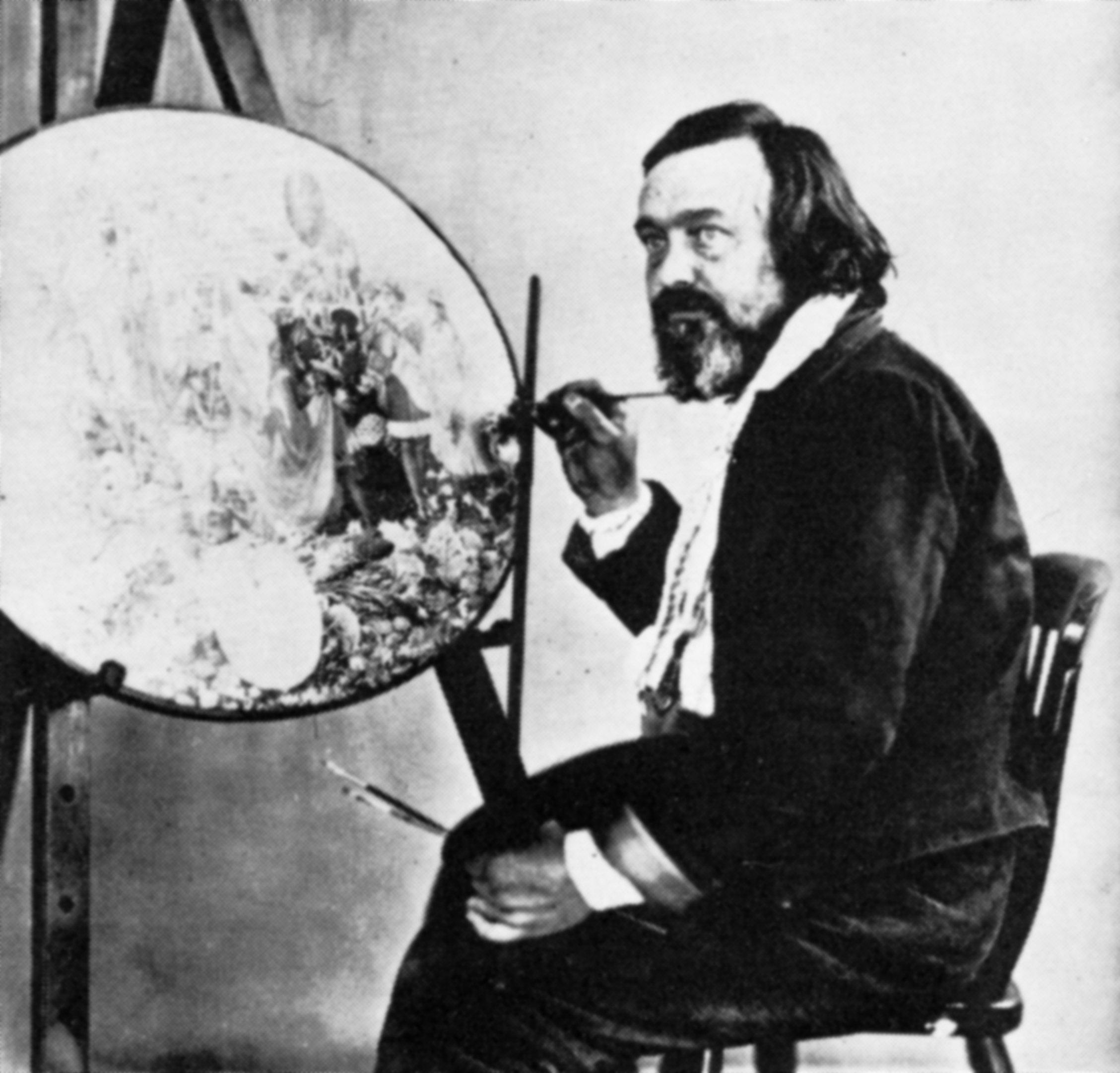
Il pittore Richard Dadd nel 1856 circa
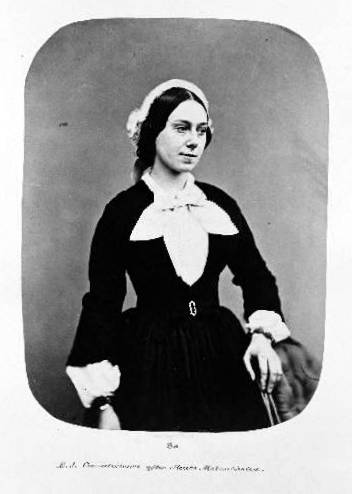
Eliza Josolyne internata al Bethlem 1856-1859 ca
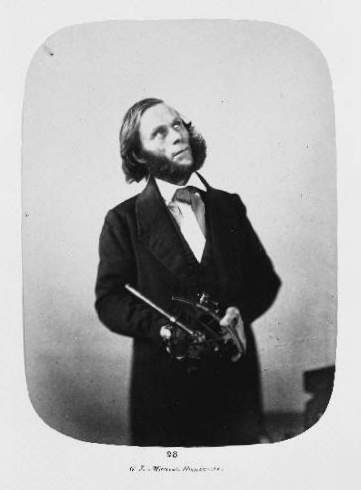
George Johnston, con manie omicide, nel 1858 circa
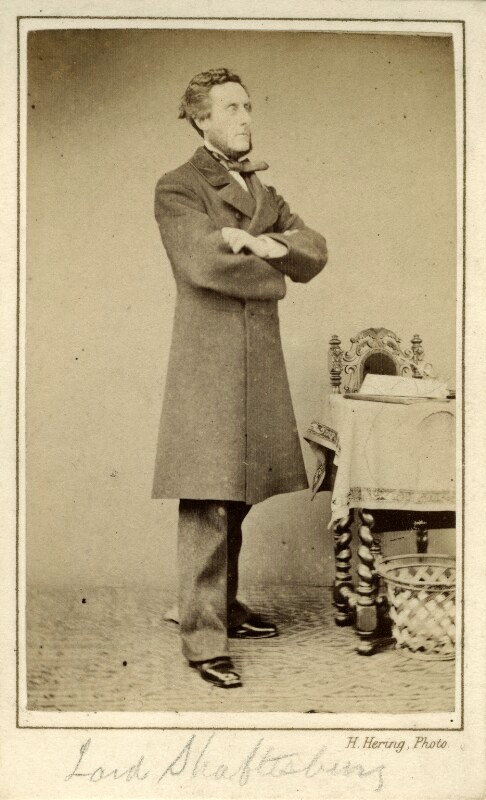
Lord Anthony Ashley-Cooper nel 1860 circa
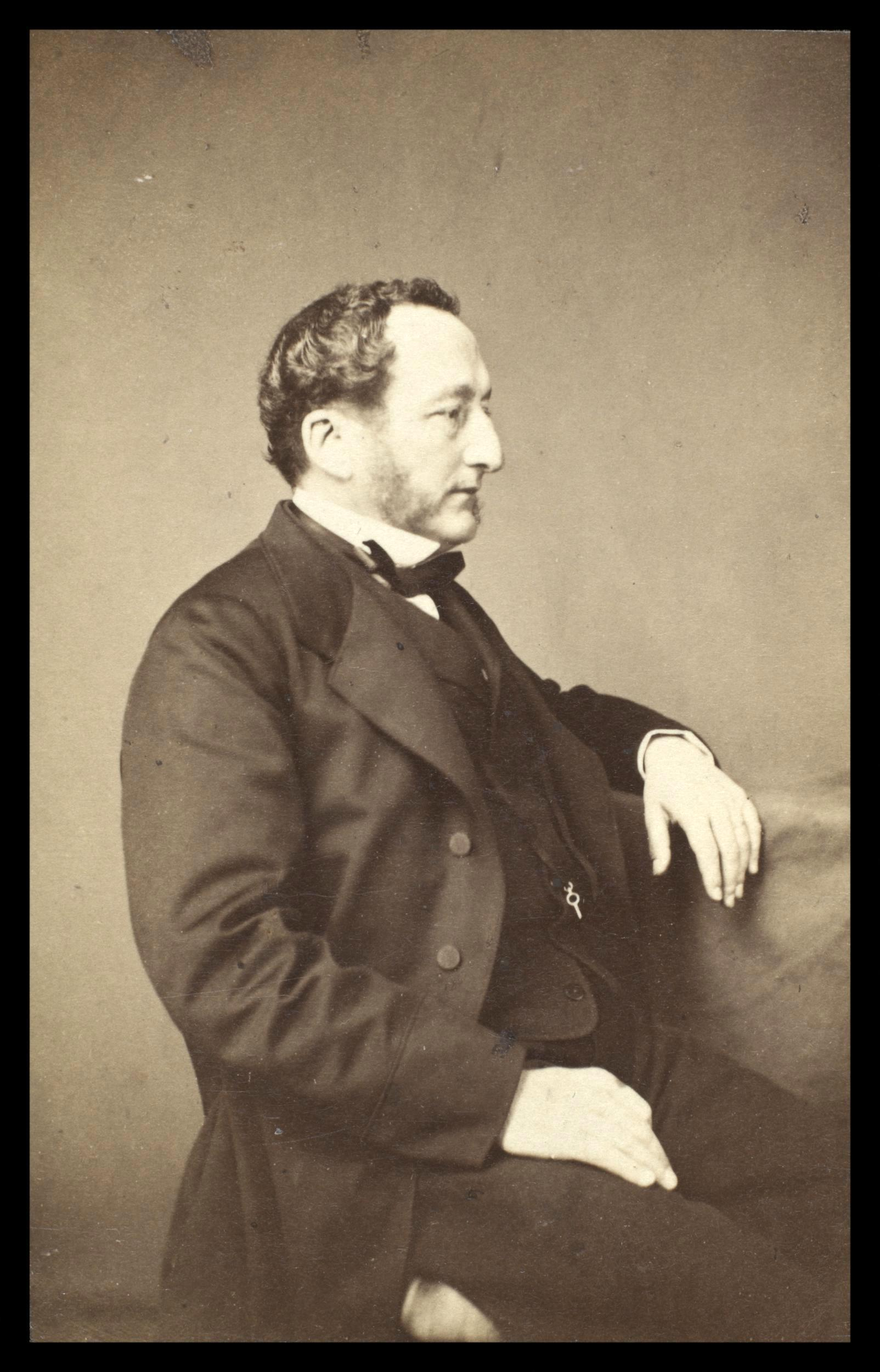
Il pianista Sigismund Thalberg nel 1860 circa
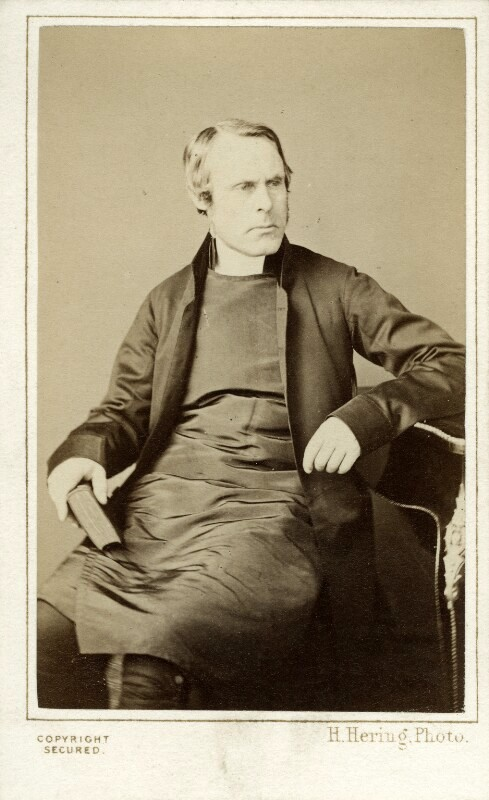
Il teologo John Jackson nel 1860 circa
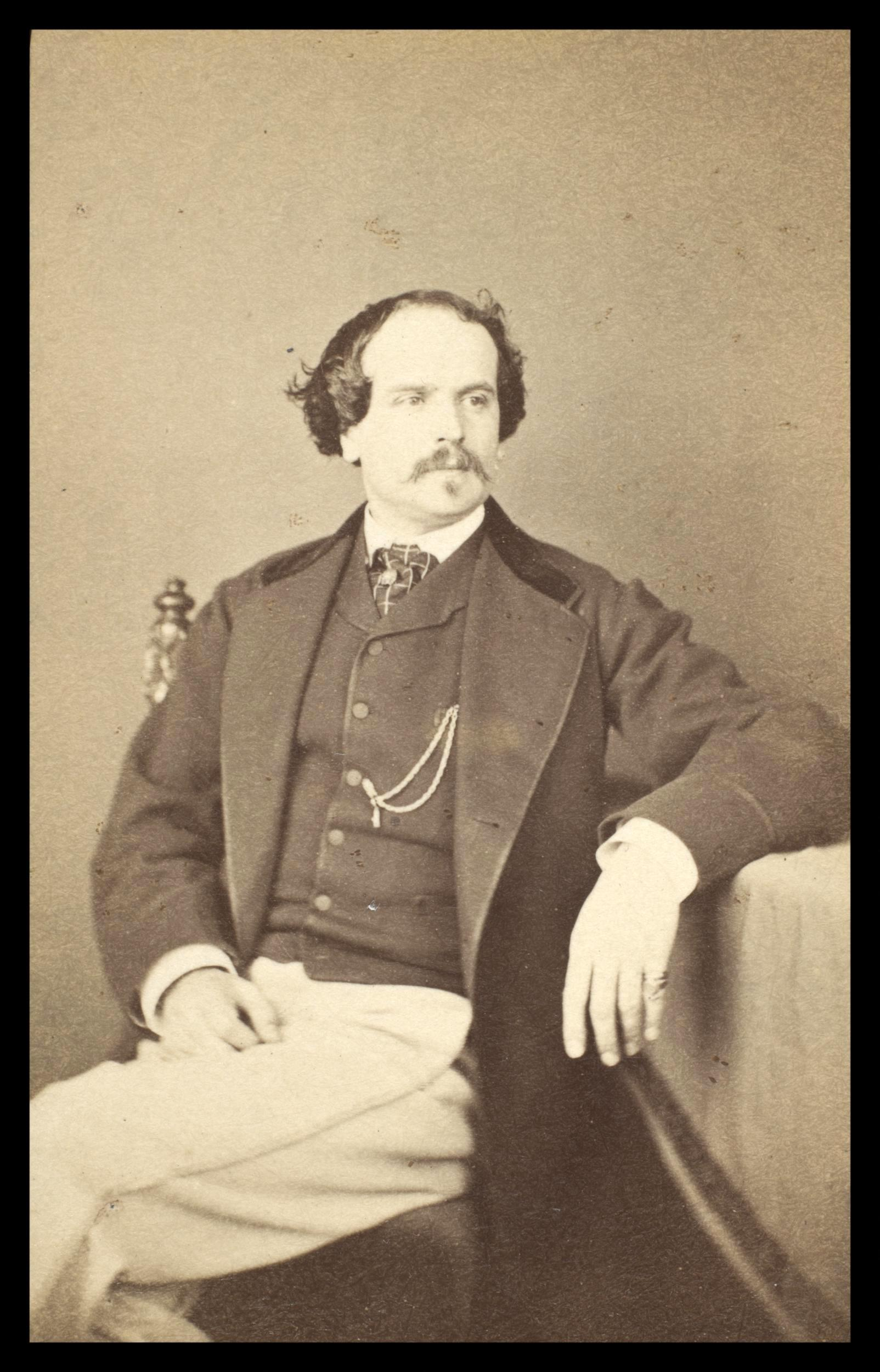
Il tenore Italo Gardoni nel 1860 circa
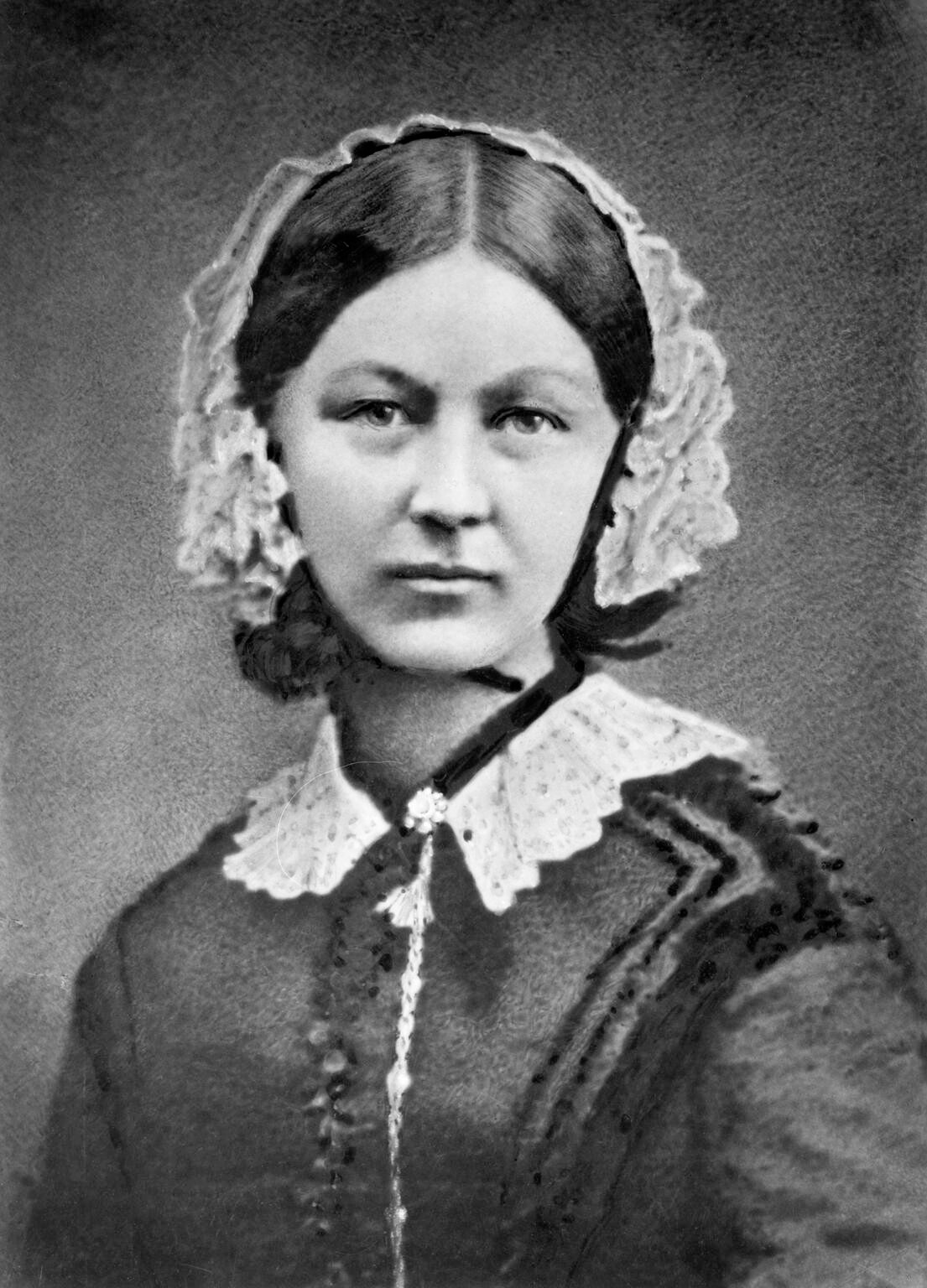
L'infermiera Florence Nightingale nel 1860